# Murina recondita
Murina recondita is een soort vleermuis uit het geslacht Murina die voorkomt op Taiwan.

## Naamgeving
De soortaanduiding "recondita" is Latijn voor "verborgen". Het verwijst naar de doffe kleur van de ondervacht en het voornamelijk doffe puntje van de dekharen op de rug.

## Voorkomen
M. recondita komt voor in Taiwan op hoogtes van meestal minder dan 1.400 meter, hoewel één exemplaar op een hoogte van 2.200 meter werd waargenomen. De soort lijkt afhankelijk van bos. Het leefgebied overlapt in Jiayì dat van M. gracilis. Ook in Hualián leven ze in elkaars nabijheid.

## Kenmerken
M. recondita is een relatief kleine soort binnen zijn geslacht. De lengte van de voorarm bedraagt 28 tot 31,5 mm. De rug is bruin of geelbruin met felgele en in kleine mate gouden spikkels. Enkele dekharen zijn zwart met gewoonlijk een felgele punt; sommige dekharen hebben een goudkleurige tip, vooral de rond de kop en nek. Sommige exemplaren hebben koperkleurige dekharen. De buik heeft zwarte haren met een grijzige punt; in de keel en borst is de punt wit. Soms heeft de vacht op de buik een lichtbruine tint. De kleur van het gezicht is gewoonlijk bleker dan bij M. gracilis. De beharing op de achterzijde van het membraan tussen de achterpoten varieert van licht tot matig behaard, afhankelijk van het exemplaar. Ook de beharing op de achterrand van deze huid is afhankelijk van individu tot individu en gaat van dichte tot schaarse beharing. De buikzijde is vrijwel naakt, op een paar witgrijze haren dicht bij het lijf na. De aanhechting van de vleugel bevindt zich aan de eerste klauw van de eerste teen. Het oor van de soort is relatief langgerekt.
1. ↑  (en) Murina recondita op de IUCN Red List of Threatened Species.